# 皇家山大學
皇家山大學（英語：Mount Royal University）是在加拿大艾伯塔省卡尔加里的一所公立大學，簡稱MRU，它的前身為皇家山學院，於1910年創校，而在2009年9月3日正式升格為大學。

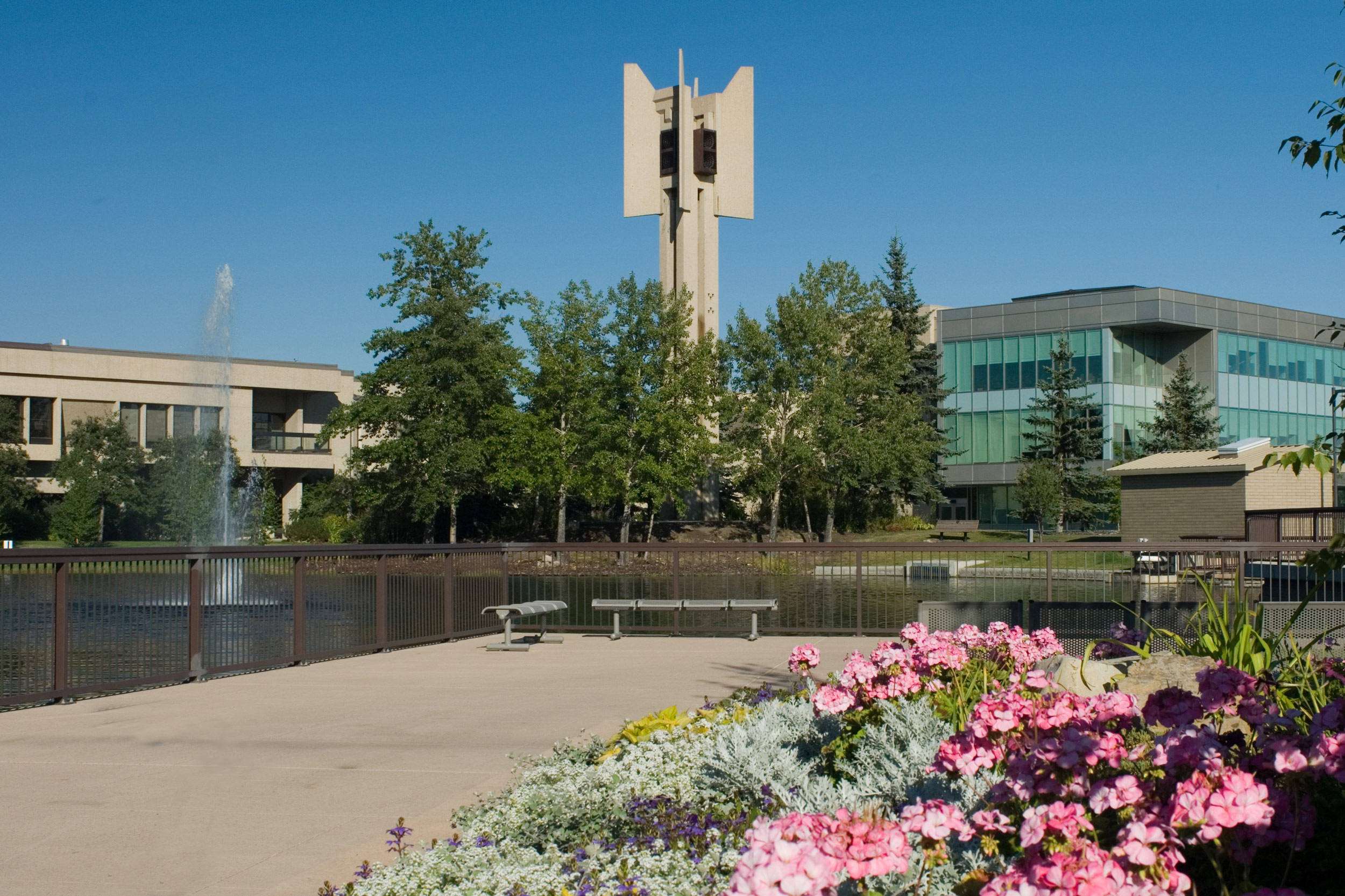
皇家山大學內部校園

## 歷史
皇家山大學，的前身為皇家山學院（Mount Royal College, MRC），創立於1910年。2009年9月3日，當時的皇家山學院正式升格為大學。

## 外部連結
- 皇家山大學 （页面存档备份，存于）